# Genève
Genève (franska) (tyska: Genf, italienska: Ginevra) är en stad och kommun i sydvästra Schweiz. Den är huvudstad i kantonen Genève och är, näst efter Zürich, den största staden i landet med 206 635 invånare (2023). Den utbreder sig på bägge sidor av den sydvästra delen av Genèvesjön (Lac Léman). Det lokala huvudspråket är franska.
Genève förknippas med Genèvekonventionen samt är känd som Jean-Jacques Rousseaus födelsestad och Jean Calvins hemstad. Staden är även känd för att vara den plats där Henri Dunant grundade Röda Korset.
Genève är ett centrum för internationell politik, näringsliv och diplomati. Ett stort antal internationella organisationer har sitt huvudkontor i staden, bland andra Röda Korset, EFTA, WTO, WHO, WIPO, Cern och FN:s Europakontor.

## Historia

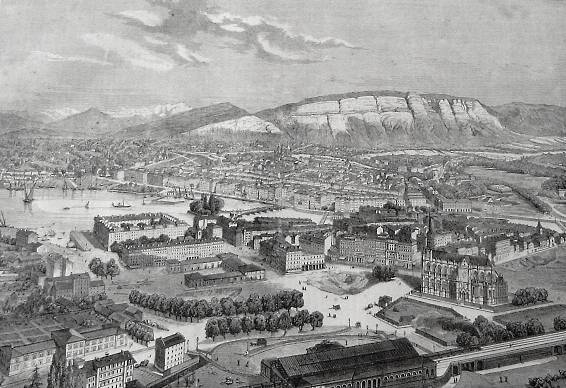
Genève 1860.

Genève var ursprungligen en keltisk stad, som omkring 120 före Kristus kom under romerskt välde. Staden tillföll 443 burgunderna, blev 534 frankisk, och kom 888 att ingå i transjuranska Burgund, som en tid hade sin huvudstad här. Genève blev år 1032 en del av det tysk-romerska riket och kom 1156 under furstbiskopen av Genève. Under striderna med traktens feodala herrar, hertigarna av Savojen, sökte Genève anslutning till Schweiziska edsförbundet och förmådde gentemot dem att hävda sin självständighet. 1536 genomfördes reformationen i Genève. Samma år i juli kom Jean Calvin till staden. Han fördrevs 1538 på grund av sin härsklystnad men återvände 1541 och införde den hela livet omgestaltande teokrati, som han endast med ett skräckvälde kunde upprätthålla gentemot "libertinernas" frihetsparti. Hans efterträdare som föreståndare för Genèvekyrkan blev Theodor Beza 1564. Natten 11-12 december 1602 lyckades Genèves invånare slå tillbaka Karl Emanuel I av Savoyens försök att överrumpla staden. Minnet av denna händelse firas ännu årligen i Genève med Escalade de Genève.
Efter reformationen utbildades en aristokrati i staden. Borgerskapet blev uppdelat i citoyens som fick och bourgeois, som inte fick ta del i styrelsen. Därtill kom invandrare från stadens underlydande landsbygdsområden, sujets. Flera resningar gjordes för att återställa folkstyret men alla slogs ned. Först med inspiration från franska revolutionen gjorde borgerskapet i december 1792 en revolution, som 1794 fick sin framgång i införandet av en demokratisk konstitution. Frankrike annekterade 1798 stadsrepubliken och gjorde den och dess omgivande landsbygd till departementet Léman. Sedan Napoleon I besegrats återvann republiken Genève sin självständighet, nästa år kom staden att knytas till schweiziska edsförbundet i den nybildade kantonen med samma namn.
I samband med detta återinfördes en aristokratisk författning 1814. Ett folkupplopp 1841 framtvingade en ny författning varigenom allmän rösträtt infördes. Nya oroligheter följde 1843 och 1846, och resulterade i författningen av 1847. James Fazy styrde nu Genève fram till 1864, då han störtades. I samband med detta utbröt på nytt oroligheter, och Genève besattes med trupper från schweiziska edsförbundet.
År 1864 blev Genève säte för Internationella Rödakorskommittén och 1873 ombildades den 1559 grundade akademin i Genève till universitet. Åren 1920–1946 var Genève säte för Nationernas förbund (nuvarande FN). Varje år firas Savojens misslyckade erövring av Genève 1602 med Escalade de Genève.

## Geografi

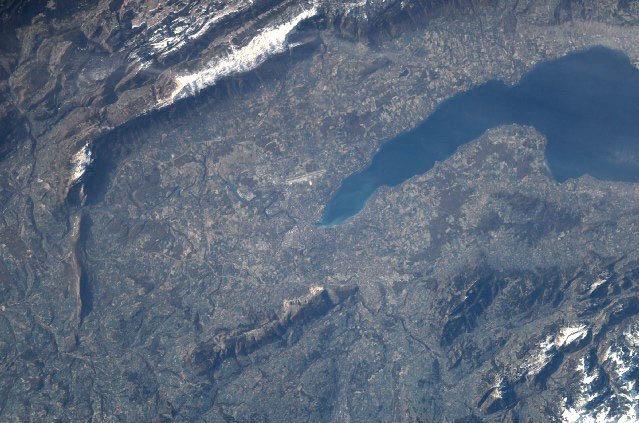
Satellitbild över Genèveregionen.

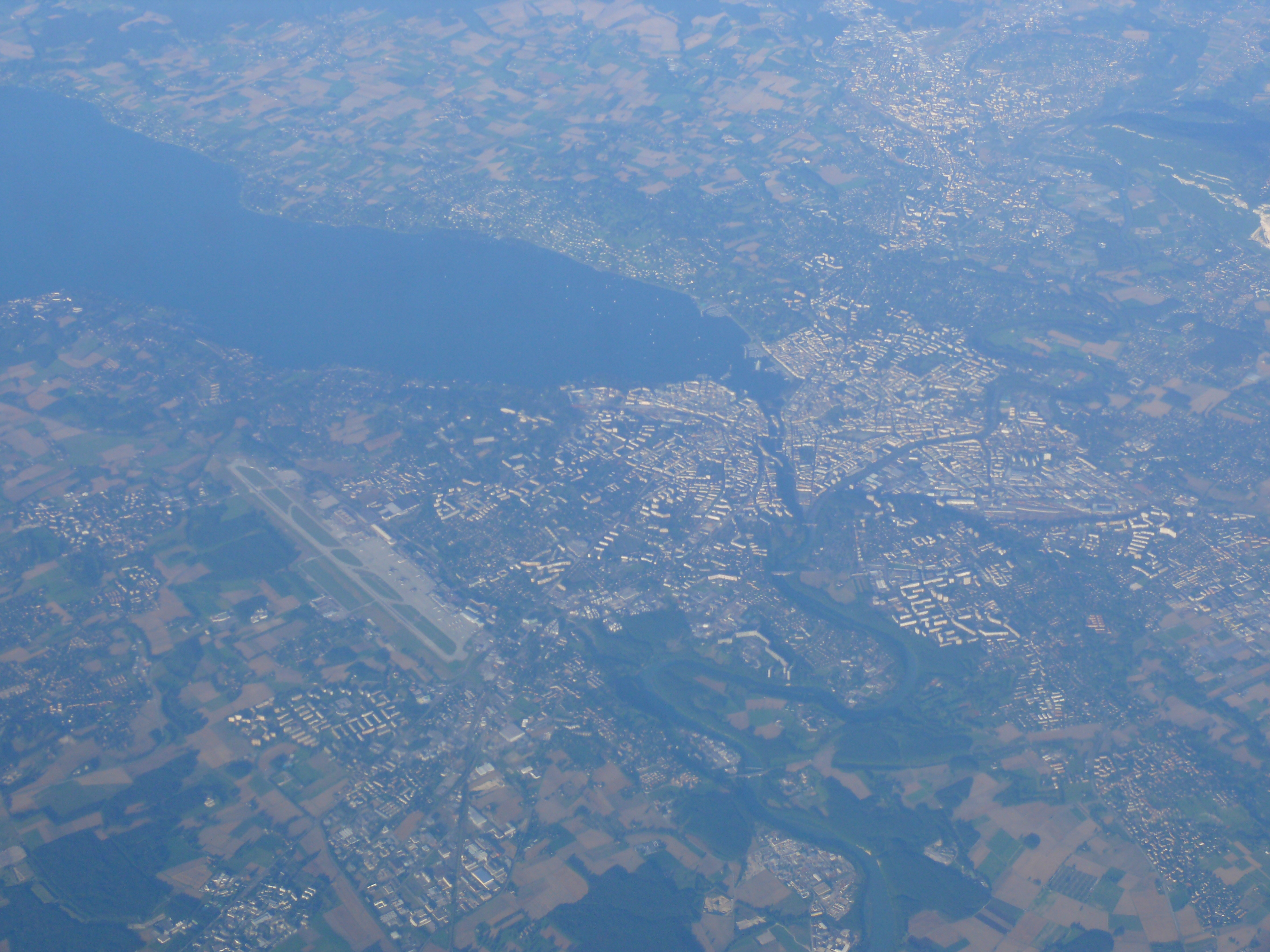
Flygbild.

I nordväst ser man Jurabergen, som ligger Frankrike, i sydost ser man stadens "eget" berg, Mont Salève, som ligger i Frankrike men är ett kärt utflyktsmål för genèveborna. Så gott som dagligen kan man från schweiziskt område se oförvägna personer, som tränar bergsklättring på brantare delar av Mont Salève. Berget utmärker sig också för så kallade hangvindar, som är fördelaktiga för drakflygning, som drar till sig mången genèvebo. Populärt utflyktsmål för genèveborna är att ta sig till restaurangen på toppen av Mont Salève, dit man på kort stund kan komma med linbana (téléférique), med bil längs åtskilliga kilometer slingrande vägar (vintertid snökedjor obligatoriskt!), eller till fots på branta stigar, som genar över bilvägens slingor.

### Klimat
Uppmätta normala temperaturer och  normal nederbörd i Genève:
|                                            | Jan | Feb | Mar | Apr | Maj | Jun | Jul | Aug | Sep | Okt | Nov | Dec |
| ------------------------------------------ | --- | --- | --- | --- | --- | --- | --- | --- | --- | --- | --- | --- |
| Normaldygnets maximitemperaturs medelvärde | 5   | 6   | 11  | 15  | 20  | 24  | 27  | 26  | 21  | 15  | 9   | 5   |
| Normaldygnets minimitemperaturs medelvärde | −2  | −1  | 2   | 5   | 9   | 12  | 14  | 14  | 11  | 7   | 2   | 0   |
|                                            |     |     |     |     |     |     |     |     |     |     |     |     |
| Nederbörd                                  | 76  | 68  | 70  | 72  | 84  | 92  | 79  | 82  | 100 | 105 | 88  | 90  |

| Diagram | temperaturer i °C • månadsnederbörd i mm | temperaturer i °C • månadsnederbörd i mm | temperaturer i °C • månadsnederbörd i mm | temperaturer i °C • månadsnederbörd i mm | temperaturer i °C • månadsnederbörd i mm | temperaturer i °C • månadsnederbörd i mm | temperaturer i °C • månadsnederbörd i mm | temperaturer i °C • månadsnederbörd i mm | temperaturer i °C • månadsnederbörd i mm | temperaturer i °C • månadsnederbörd i mm | temperaturer i °C • månadsnederbörd i mm | temperaturer i °C • månadsnederbörd i mm |
|         | 76 5 -2                                  | 68 6 -1                                  | 70 11 2                                  | 72 15 5                                  | 84 20 9                                  | 92 24 12                                 | 79 27 14                                 | 82 26 14                                 | 100 21 11                                | 105 15 7                                 | 88 9 2                                   | 90 5 0                                   |

## Politik
Genève styrs av stadsrådet (franska: Conseil municipal, motsvarande ett svenskt kommunfullmäktige) som även utfärdar lokala lagar. Den utgörs av 80 ledamöter, vilka väljs på en femåriga mandatperiod. Besluten i stadsrådet ger mandat till det administrativa rådet (motsvarande en svensk kommunstyrelse). Till skillnad mot de yrkesmässiga medlemmarna i det administrativa rådet får ledamöterna i stadsrådet endast betalt för sin närvaro i kammaren. Varje boende i Genève med rösträtt kan väljas till ledamot av stadsrådet, vars möten äger runt i Hôtel de Ville (rådhuset) i den gamla stan.
Efter de senaste kommunalvalen 2025 är stadsrådet fördelat på Ensemble à Gauche et Union Populaire (7->9 platser), Parti socialiste (19->18), les Vert-e-s (18->12), Le Centre - Les Vert'libéraux (8->10), Union démocratique du centre (6->10), Parti libéral-radical (14->12) och Mouvement citoyen genevois (7->9). Förändringen jämfört med valen fem år tidigare syns inom parentes. Sedan valen 2020 har de tidigare kristdemokraterna ombildats till Le Centre och i de här valen haft valsamarbete med det grön-liberala partiet.

## Ekonomi och infrastruktur

### Internationella organisationer

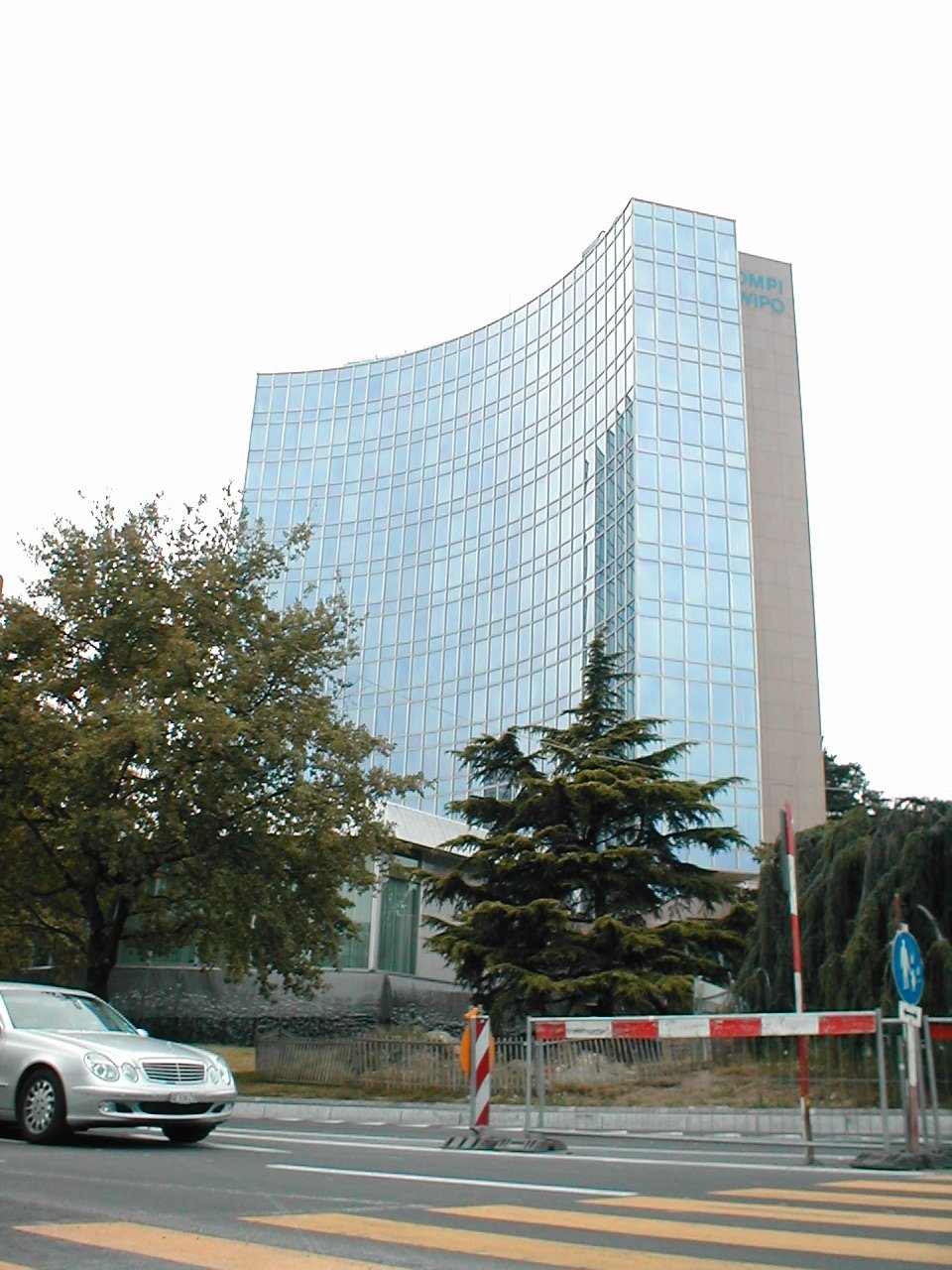
World Intellectual Property Organization.

Genéves ekonomi är till stor del uppbyggd kring ett antal internationella organisationer med säte i staden i det neutrala/alliansfria Schweiz. Några av organisationerna är:
- Europeiska frihandelssammanslutningen (EFTA)
- Europeiska radio- och TV-unionen (EBU)
- Förenta nationernas europakontor
- Förenta nationernas klimatpanel (IPCC)
- International Electrotechnical Commission (IEC)
- Internationella meteorologiska organisationen (IMO) = Organisation Météorologique Mondiale (OMM)
- Internationella Rödakorskommittén = Comité international Croix Rouge (CICR). Enligt statuterna får endast schweiziska medborgare ingå i kommittén
- Internationella Rödakorsfederationen, International Federation of Red Cross and Red Crescent Societies (IFRC). Detta är den organisation Svenska Röda Korset, SRK, är ansluten till.
- Internationella teleunionen = Union international de télécommunication (UIT)
- Internationella standardiseringsorganisationen (ISO)
- Världshandelsorganisationen (WTO)
- Världshälsoorganisationen (WHO)
- World Intellectual Property Organization (WIPO) = Organisation mondiale de propriété intelectuelle (OMPI). Tidigare benämning Bureaux internationaux reunis pour la protection de la proprieté intelectuelle (BIRPI) = United International Bureaus for Protection of Intellectual Property (UIBPIP)

Många av dessa organisationer finns samlade inom ett ganska snävt område norr om stadskärnan, och till tjänst för alla organisationernas många konferenser har staden Genève byggt ett stort komplex CICG, Centre international de conférences de Genève. Detta komplex innehåller plenisal för tusenhövdade skaror samt mängder av större och mindre sammanträdesrum för arbetsgrupper. Ett särskilt presscentrum, kommunikationscentral, eget bankkontor, restaurang, anläggningar för simultantolkning korsvis för de sex officiella FN-språken: engelska, franska, spanska, ryska, kinesiska och arabiska.
Väster om Genève är Cern beläget, en europeisk organisation för forskning inom partikelfysik. Dess kilometerlånga underjordiska anläggningar sträcker sig samtidigt under såväl schweizisk som fransk mark. CERN:s personal bor lika ofta i Frankrike som i Schweiz. Gränstrafiken löper med ett minimum av byråkrati, särskilt efter 2008, då Schweiz gick med i Schengensamarbetet.

### Hotell och turism
På grund av de många internationella organisationer, som håller till i Genève, är den också en konferensernas stad, vilket gör att det finns ett stort antal hotell. Därmed finns en speciell möjlighet, som inte är så vanlig. Den som ska delta en längre tid i en konferens hyr lämpligen per vecka "utan betjäning", vilket innebär att man får bädda sängen och sopa golvet själv, och förväntas också att lämna rummet välstädat, när man flyttar ut. Annars debiteras man extra för slutstädning. Förenat med detta är möjligheten att hyra in sig i rum med "kitchinette", vilket innebär tillgång till ett minimalt kök med spis, kylskåp och diskbänk samt en enkel grunduppsättning av kastruller, porslin och bestick för självhushåll.
Flera av de stora flerstjärniga internationella hotellkedjorna finns också representerade, där priserna ligger långt över vad "kitchinette-hotellen" betingar.

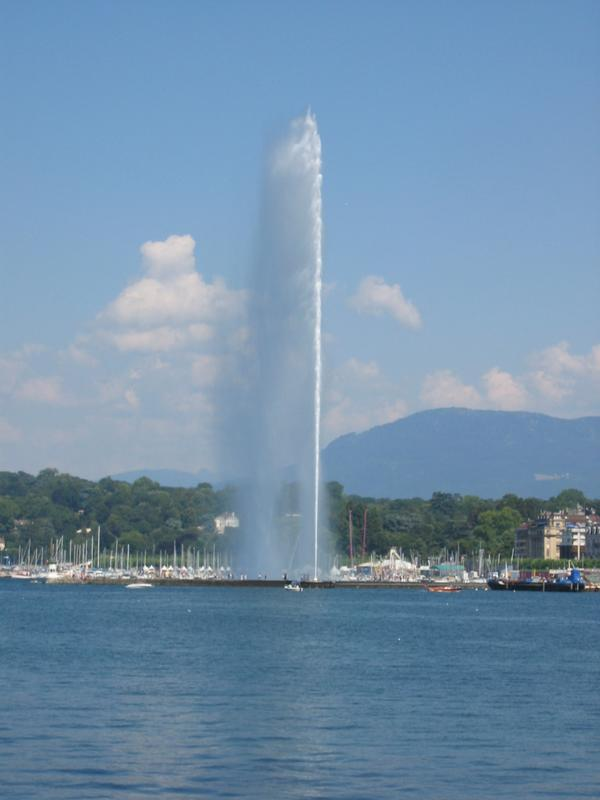
Jet d'eau.

"Mitt" i Genèvesjön finns sommartid sedan 1891 en stor fontän, Jet d'eau. Ursprungligen skickades sjövattnet via en grov vattenstråle mer än 90 meter upp i luften, sedan 1951 når vattenstrålen 140 meters höjd.
Centralt i staden Genève finns en badplats på en udde i sjön. Staden har många intressanta museer; bland dessa finns även ett klockmuseum i detta land som är känt för sin klocktillverkning.
Det finns många restauranger av alla klasser. Värt att nämna är Café de Paris, som alltså inte ligger i Frankrike. Enda varmrätt på den stående matsedeln är Entre côte med den berömda sås, som heter just Café de Paris.
Sedan 1970 arrangeras stor loppmarknad vid Plaine de Plainpalais i centrala stan, på onsdagar, lördagar och första söndagen i månaden. Den ligger ett stenkast från en av stadens begravningsplatser, Cimetière des Rois med det officiella namnet Cimetière de Plainpalais.

### Kommunikationer
Precis som i många andra städer har man i Genève trafikproblem. För att i någon mån avhjälpa bristen på parkeringsplatser har man på senare tid byggt ett stort underjordsgarage som inte bara ligger under markytan, utan sträcker sig under vattnet i Genèvesjön. Staden har ett väl utbyggt nät av busslinjer och spårvagnslinjer. Bussar och vagnar körs med enmansbetjäning, och avgiften erläggs genom att den resande själv betalar i automaterna som finns tillgängliga, antingen kontant, via betalkort eller via förköpta kort laddade med resor. Utöver detta finns det också månadskort tillgängliga för obegränsat resande på tåg, bus, spårvagn och båt dygnet runt i en månad.
Genèves flygplats Cointrin ligger i förortskommunen Meyrin i norr, och den är unik så till vida att den har en utgång som leder till Schweiz med schweizisk pass- och tullkontroll, samtidigt som en annan utgång leder direkt till Frankrike med fransk pass- och tullkontroll.
Genèvesjön trafikeras av ett antal veteranfartyg, hjulångare. Dessa har en förmåga som Waxholmsbolagets klassiker saknar: De kan "vända på en femöring" genom att gå framåt med det ena hjulet samtidigt som man kör back med det andra hjulet. Med hjulångarna kan man ta sig ända till filmens Montreux vid sjöns nordöstra ände.
Tvärs över nedre delen av Genèvesjön finns ett antal linjer med småbåtar (La Mouette, Fiskmåsen), som ger en i många fall snabbare transport mellan stränderna än med buss via en lång omväg över en bro. Många fritidsbåtar har hamn vid sjöns södra strand, och vackra sommardagar är sjön alldeles full av segelbåtar.

## Befolkning
Det har beräknats att stadens sammanlagda befolkning år 1550 var mellan 12 000 och 13 000 personer, något som under det följande decenniet ökade till det dubbla.

### Språk
Staden Genève är i första hand franskspråkigt, som den största staden i den västschweiziska och fransktalande regionen Romandiet. I kantonen Genève hade år 2000 cirka 83 procent franska som talat språk, trots att sammanlagt 40 procent i kantonen då var utländska medborgare. Siffran för staden Genève var då över 44 procent. I staden Genève fanns år 2001 cirka 45 procent av hela kantonens befolkning, vilket år 2001 motsvarande knappt 186 000 personer.
2018 angavs engelska vara det mest använda av utländska språk i staden, och då var engelsktalande 11 procent av Genèves befolkning.

## Stadsbild och kultur
Genom staden flyter Rhône via Genèvesjön. Nedströms tar Rhône emot Arve. Vid tillräckligt klart väder, vilket dock inträffar ganska sällan, ser man söderut Europas näst högsta berg Mont Blanc med ständigt snötäckt topp.
Området söder om Rhône kallas Rive Gauche ("vänstra stranden") och området norr om floden Rive Droite (högre stranden).
Mitt i staden, alldeles väster om den lilla ön Isle Rosseau vid Genèvesjöns utflöde till Rhône, finns vattenkraftverket La machine som idag är ett museum.
I staden finns symfoniorkestern Orchestre de la Suisse Romande (OSR, i Sverige omnämnd som Romanska Schweiz orkester), som grundades 1918 av Ernest Ansermet, som också ledde orkestern till 1967. Den spelar i Victoria Hall, byggd 1891–1894.

### Massmedier
De större massmedierna baserade i Genève är till den allra största delen på franska, vilket inkluderar dagstidningar som La Tribune de Genève, Le Temps och La Côte. I stadien finns högkvarteret för det franskspråkiga TV-bolaget TSR (Télévision suisse romande).

### Idrott
Servette FC, bildat 1890, var tidigare ett av Schweiz bästa fotbollslag. Man tog sin första schweiziska ligatitel 1907 och vann 1979 ligan, schweiziska cupen, ligacupen och Coupes des Alpes. Under spelet i Cupvinnarcupen förlorade man kvartsfinalen mot Fortuna Düsseldorf. Man spelar på Stade de Genève i förortskommunen Lancy, en av arenorna under EM i fotboll 2008 som Schweiz arrangerade tillsammans med Österrike.
Genève-Servette HC spelar i högsta ligan för ishockey i Schweiz.